# Ramón Oceguera Rodríguez
Ramón Oceguera Rodríguez  (Reynosa, Tamaulipas, 23 de enero de 1969) es un político y empresario mexicano, miembro del Partido Revolucionario Institucional.
Oceguera Rodríguez ha desempeñado los cargos de director de la Comisión Estatal para la Regularización de la Tenencia de la Tierra Urbana y Rural de Coahuila  y Consejero Político Estatal del Partido Revolucionario Institucional en la misma ciudad.
Fue elegido Presidente Municipal de Ramos Arizpe en las elecciones realizadas el 18 de octubre de 2009, venciendo al candidato del Partido Acción Nacional, Hector Horacio Dávila, por más de 4.000 sufragios.
Desde el  1 de enero de 2010 ejerció el cargo de Presidente Municipal de Ramos Arizpe hasta el día  31 de diciembre de 2013, durante su administración concretó la construcción de espacios deportivos en el Municipio, así como una fuerte reestructura a las finanzas municipales, reduciendo la deuda pública heredada por su antecesor.
- Datos: Q6099897